# Belloy-sur-Somme
Belloy-sur-Somme (niederländisch: Berken) ist eine nordfranzösische Gemeinde mit 725 Einwohnern (Stand 1. Januar 2022) im Département Somme in der Region Hauts-de-France. Die Gemeinde liegt im Arrondissement Amiens, ist Teil der Communauté de communes Nièvre et Somme und gehört zum Kanton Ailly-sur-Somme.

## Geographie
Belloy liegt zwischen Yzeux und La Chaussée-Tirancourt am rechten (nördlichen) Ufer der Somme, deren Tal von Teichen durchsetzt ist, rund drei Kilometer nördlich von Picquigny. Die Gemeinde wird von der früheren Route nationale 35 durchzogen. Nördlich erstreckt sich das Gemeindegebiet bis an den Abschnitt der historischen Chaussée Brunehaut, der in Amiens seinen Ausgang nimmt und nach Ponches-Estruval am Authie führt.

## Einwohner
| 1962 | 1968 | 1975 | 1982 | 1990 | 1999 | 2006 | 2018 |
| ---- | ---- | ---- | ---- | ---- | ---- | ---- | ---- |
| 529  | 547  | 570  | 620  | 733  | 788  | 741  | 746  |

## Sehenswürdigkeiten
- Kriegerdenkmal (Monument-aux-morts)
- unteres (in der Talaue) und oberes Schloss (am nördlichen Ortsende) mit Taubenhaus aus dem Jahr 1765, 1966, 2009 und 2011 als Monument historique eingetragen bzw. klassifiziert (Base Mérimée PA00116094 und PA80000071)

## Belloy im Film
Im kleinen Schloss von Belloy wurden Szenen des 1980 veröffentlichten Films Stumme Liebe (La femme enfant) von Raphaële Billetdoux mit Klaus Kinski gedreht.